# Erdenet
Erdenet er en by i den nordlige del af Mongoliet. Byen har 106.810 (2019) indbyggere og er hovedby i provinsen Orkhon.

## Ekstern henvisning
- Wikimedia Commons har flere filer relateret til Erdenet
- Officiel hjemmeside